# ジョゼフ・ババンスキー

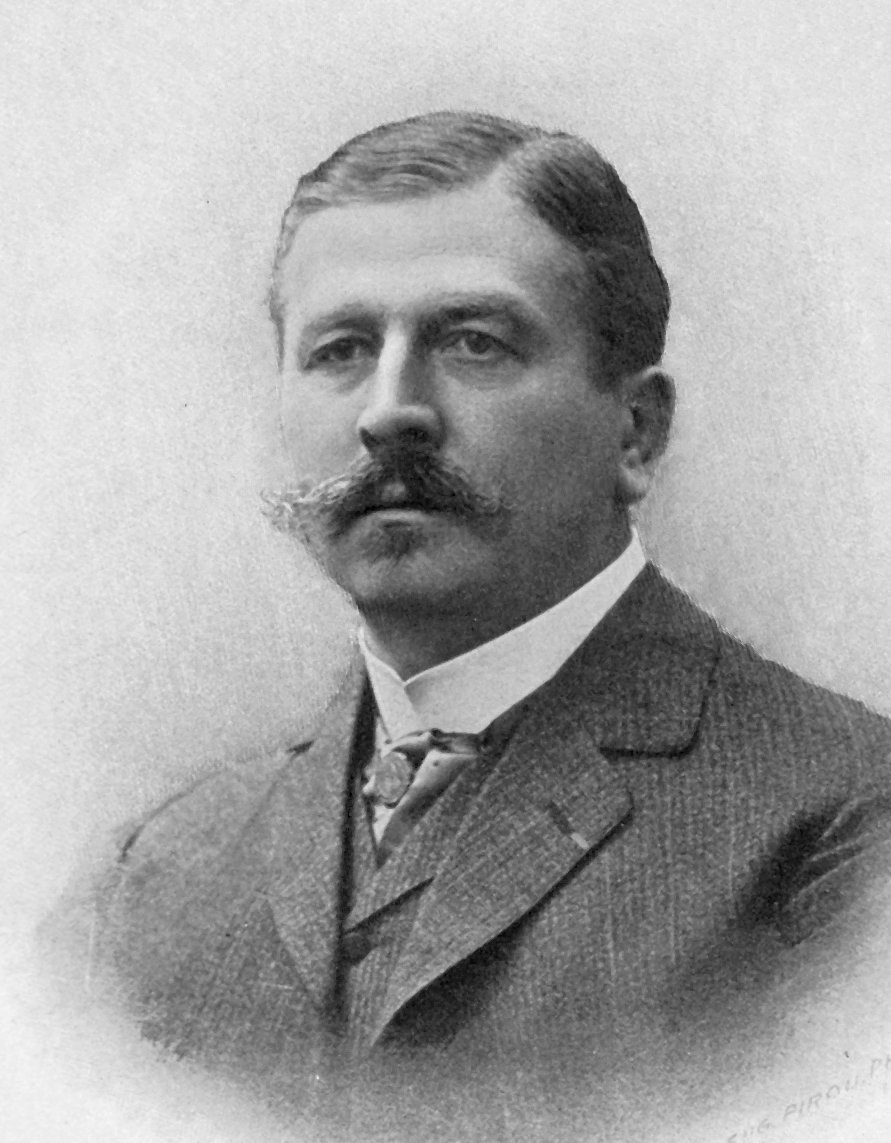
ジョゼフ・ババンスキー

ジョゼフ・ジュール・フランソワ・フェリックス・ババンスキー（Joseph Jules François Félix Babinski, ポーランド語: Józef Julian Franciszek Feliks Babiński, 1857年11月17日 - 1932年10月29日）は、フランスの医学者である。バビンスキー反射の発見者として知られる。

## 生涯
パリにて生誕。両親はポーランド人であったが、1848年にワルシャワからパリに亡命した。ポーランド名では「Józef Franciszek Feliks Babiński」（ユゼフ・フランチシェク・フェリクス・バビンスキ）と綴る。
1884年、サルペトリエール病院（Hôpital de la Salpêtrière）に職を得て、教授ジャン＝マルティン・シャルコー（Jean-Martin Charcot）のもと、医長を務めた。1890年にパリ病院の医長となり、「ヒステリーは暗示によって起こる」とする説を展開した。1903年にバビンスキー反射を発見した。
フランス神経病学会の共同設立者の1人として名を連ね、1914年には医学アカデミーの会員に選出された。

## 関連書籍
- ジョゼフ・ババンスキー『ババンスキー　神経学の源流』万年甫 訳、東京大学出版会、1992年、ISBN 4130600222